# Nave ammiraglia

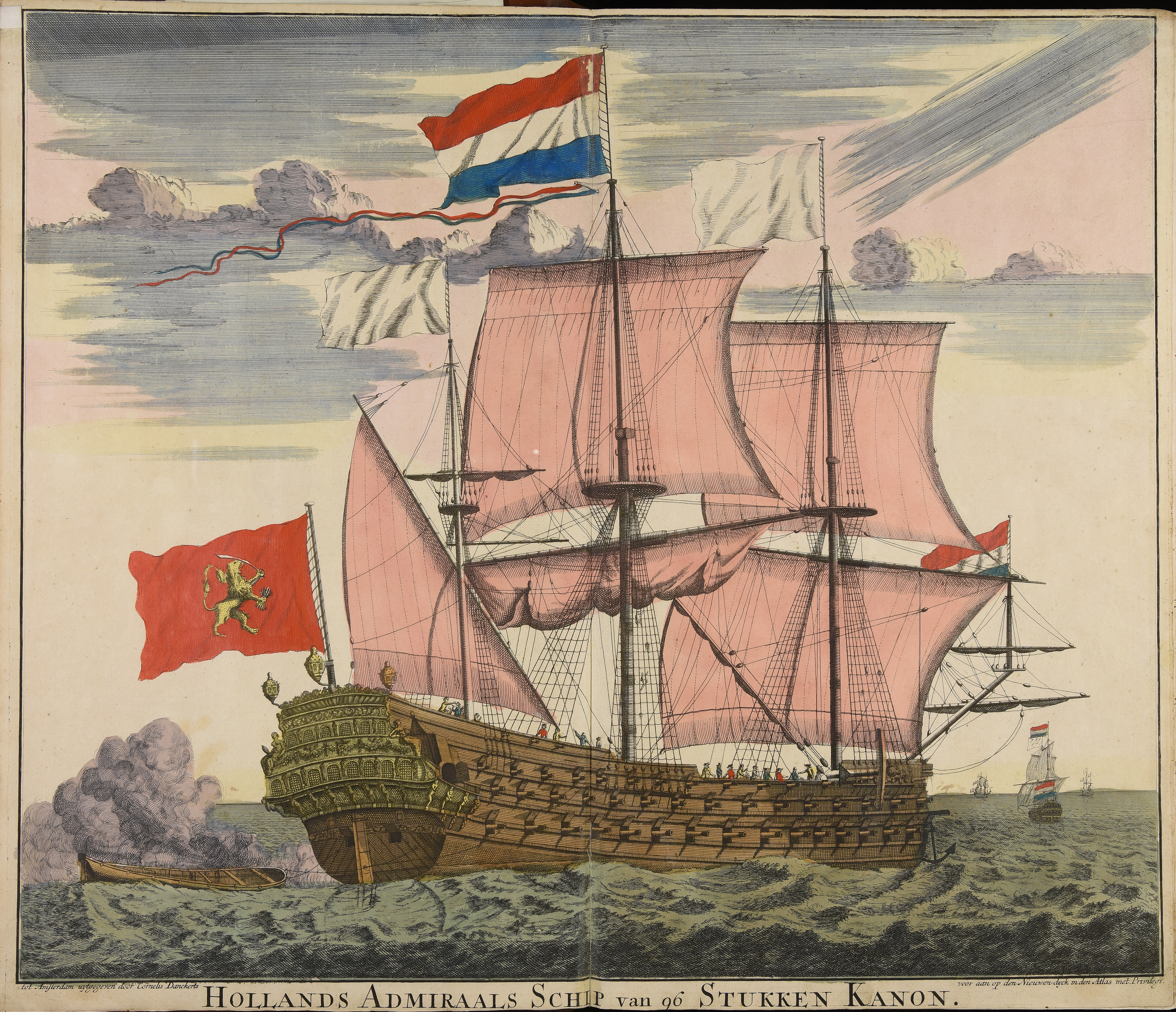
Nave ammiraglia olandese in una stampa del XVII secolo

La nave ammiraglia o nave di bandiera è l'unità navale sulla quale è imbarcato l'ammiraglio di una flotta o di un reparto navale, indicata dalla presenza della bandiera dell'ammiraglio stesso o l'insegna del comandante del reparto e dalla quale vengono impartiti gli ordini per tutte le unità navali sottoposte al suo comando.
Oltre alla nave Ammiraglia della Flotta, così si hanno navi comando di gruppi navali, di flottiglia o di squadriglia.

## Storia e caratteristiche
Nel Mediterraneo durante il Medioevo e fino al XVIII secolo le navi ammiraglie erano rappresentate da particolari galee, spesso appartenenti al tipo detto galea bastarda, che potevano assumere diverse denominazioni a seconda del rango del comandante imbarcato:
- Reale: nave ammiraglia destinata ad un Re o al suo diretto rappresentante al comando di una flotta di un Paese retto con sistema monarchico;
- Capitana: nave ammiraglia del comandante generale di una flotta, detto Capitano Generale;
- Patrona: nave ammiraglia del comandante di una squadra navale o di un reparto di una flotta, il cui comandante era detto Patrono.

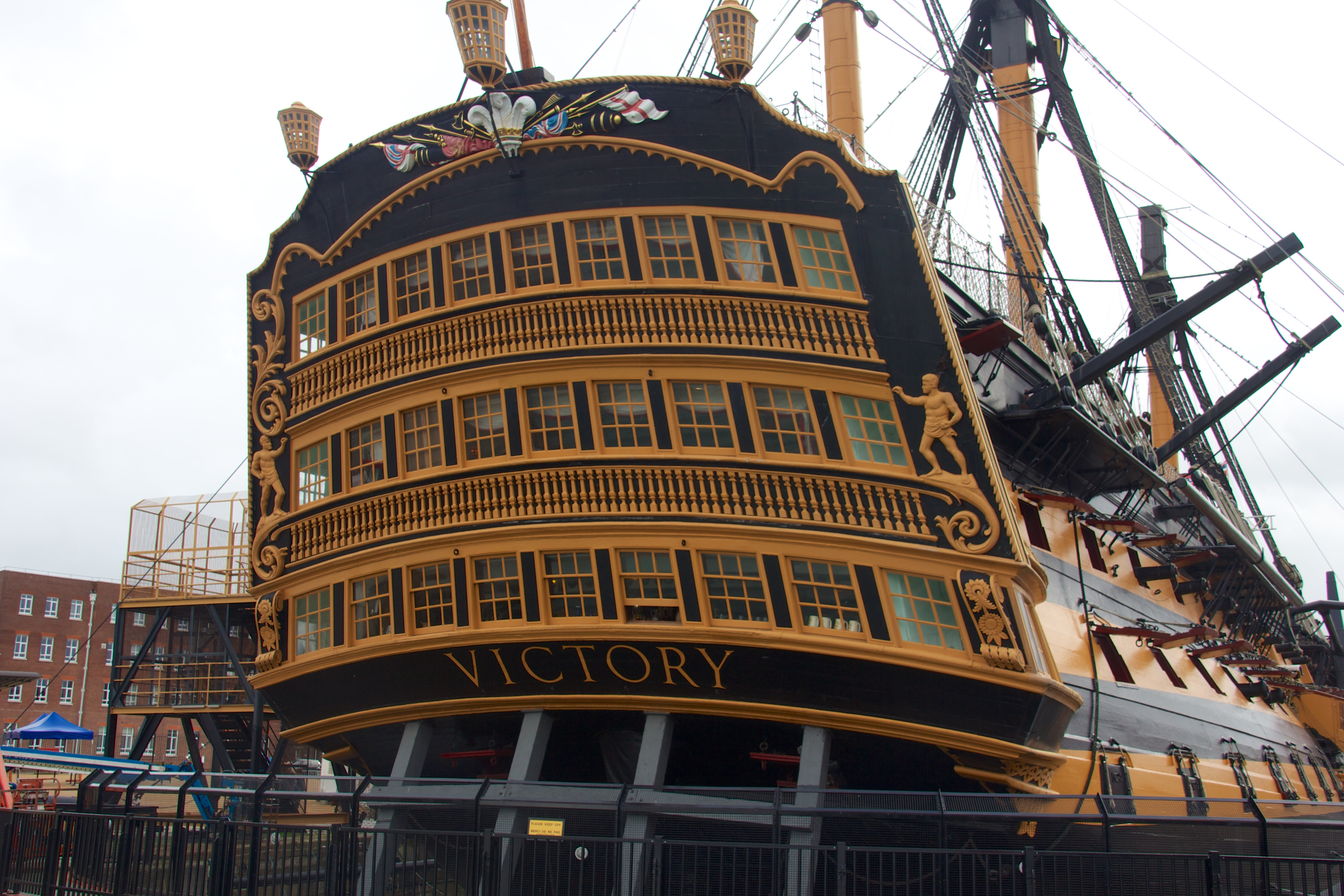
Vista di poppa della HMS Victory ancorata a Portsmouth

Per tutta l'epoca della vela l'ammiraglia fu il vascello di maggior prestigio e potenza di fuoco presente nella flotta delle marine militari. L'ammiraglia era solitamente un vascello di prima classe; la poppa di uno dei tre ponti diventava l'alloggio dell'ammiraglio e gli uffici del personale. Ciò può essere visto sulla HMS Victory, l'ammiraglia dell'ammiraglio Horatio Nelson alla battaglia di Trafalgar nel 1805, ancora in servizio nella Royal Navy come ammiraglia da cerimonia del primo Lord del Mare a Portsmouth. Tuttavia, anche navi non di prima classe potevano fungere da ammiraglie: la USS Constitution, una fregata (di quarta classe), servì come ammiraglia per la Marina degli Stati Uniti all'inizio del XIX secolo. Durante la seconda guerra mondiale, gli ammiragli in capo, in mare spesso preferivano una nave più veloce rispetto a quella più grande.
L'ammiraglia spesso rappresenta, oltre che semplicemente la nave da guerra più prestigiosa della flotta dal punto di vista tattico, il simbolo della flotta navale militare stessa.

## Nella Marina militare italiana
La prima nave ammiraglia della Regia Marina fu, tra l'ottobre 1860 e l'aprile 1861, la pirofregata Maria Adelaide, che ospitò l'ammiraglio Carlo Pellion di Persano.
L'ultima a innalzare l'insegna di nave comando dell'ammiraglio Carlo Bergamini è stata la nave da battaglia Roma, affondata il 9 settembre 1943 da bombardieri tedeschi Dornier Do 217 al largo dell'Asinara.
Dall'istituzione della Marina Militare nel 1946 hanno svolto nel tempo la funzione di nave ammiraglia della flotta le corazzate Andrea Doria e Duilio, l'incrociatore Duca degli Abruzzi dal 1957, dal 1964 l'incrociatore lanciamissili Giuseppe Garibaldi, seguito nel 1971 dall'incrociatore portaelicotteri Vittorio Veneto e quindi, dal 1987, dall'incrociatore portaeromobili Garibaldi.
Nel breve periodo intercorso tra il disarmo del Duca degli Abruzzi e l'entrata in squadra del Garibaldi il ruolo di nave comando  è stato ricoperto dal Grecale.

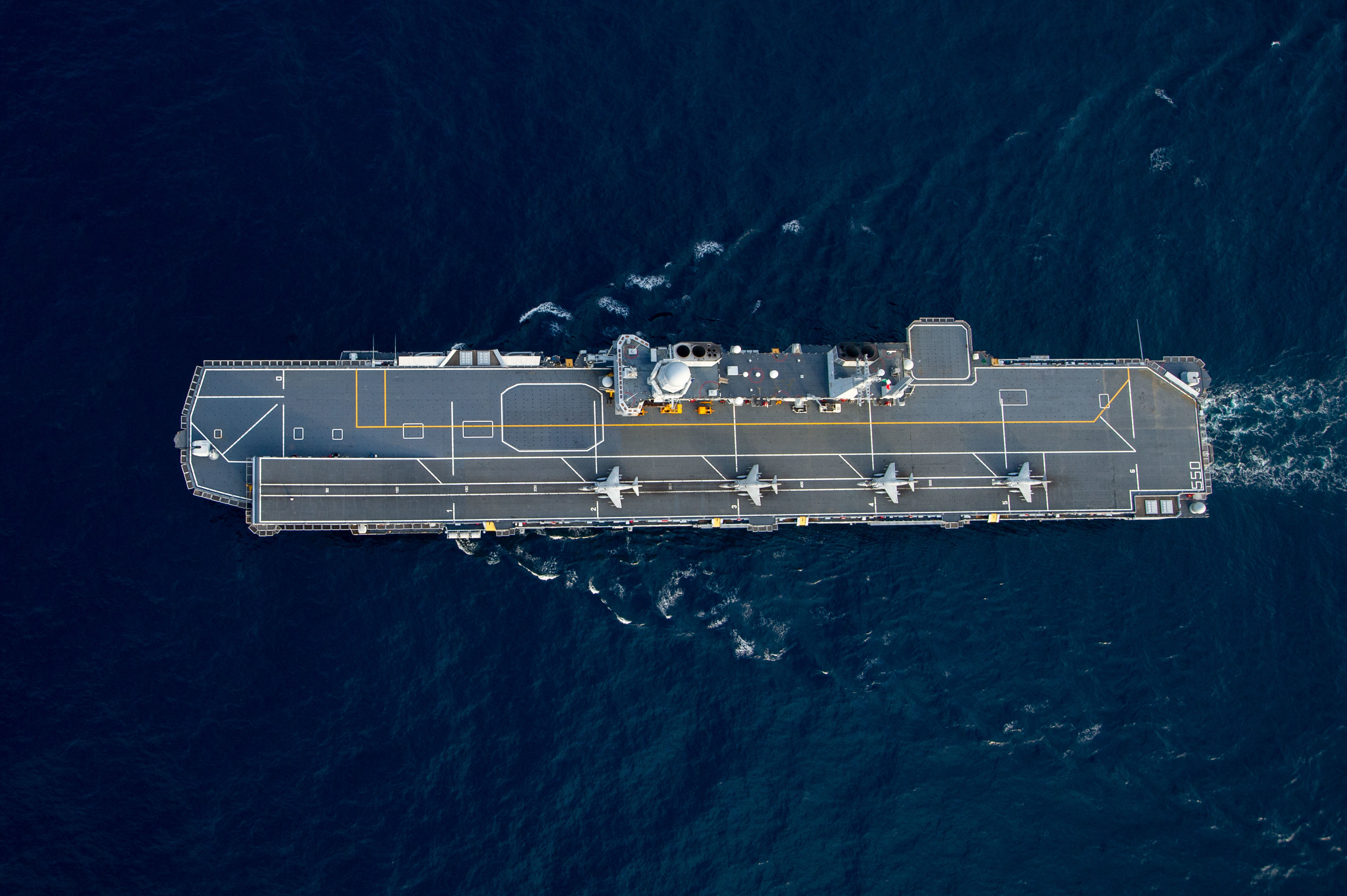
Vista dall'alto della Cavour

La portaerei STOVL Cavour, la cui entrata in servizio operativo risale al 2009, è dal 2011 il vascello che ha assunto il prestigioso ruolo per il Comando in Capo Squadra navale della Marina Militare Italiana (CINCNAV) .
Elenco
- Corazzata Duilio (1946-1949)
- Corazzata Andrea Doria (1949-1953)
- Incrociatore Duca degli Abruzzi (1956-1961)
- Cacciatorpediniere Grecale (1961-1964)
- Incrociatore lanciamissili Giuseppe Garibaldi (1964-1971)
- incrociatore portaelicotteri Vittorio Veneto (1971-1987)
- Incrociatore portaeromobili Garibaldi (1987-2011)
- Portaerei STOVL Cavour (dal 2011)

## Nei media

### Fantascienza
Nel variegato mondo bibliografico, cinematografico e televisivo della fantascienza, la transposizione della struttura militare della marina è assunta dalle flotte della astronavi e raramente i protagonisti dell'opera non sono ai comandi della più importante, o prestigiosa, o unica sopravvissuta della flotta, ovvero l'ammiraglia. Nell'immaginario collettivo ne è un sicuro esempio la USS Enterprise della serie televisiva Star Trek.